# Comuna Vulturești, Suceava
Vulturești este o comună în județul Suceava, Moldova, România, formată din satele Giurgești, Hreațca, Jacota, Merești, Osoi, Pleșești (reședința), Valea Glodului și Vulturești. Comuna a rezultat prin unirea fostelor comune Pleșești și Valea Glodului, în urma reformei administrative din anul 1968.
Se învecinează la nord cu comuna Udești, la est cu orașul Liteni, la sud cu comunele Dolhești, Preutești și Hârtop și la vest cu comunele Bunești și Bosanci.
Până la reforma administrativă din 1950 a făcut parte din județul Baia.

## Sate componente
- Pleșești
- Giurgești
- Hreațca
- Jacota
- Merești
- Osoi
- Valea Glodului
- Vulturești

## Populația (după sate)
La recensământul din anul 2002, populația comunei Vulturești era de 3782 de locuitori, repartizată pe sate astfel:
| Sat            | Locuitori | Procent |
| -------------- | --------- | ------- |
| Pleșești       | 667       | 17,6%   |
| Giurgești      | 806       | 21,3%   |
| Hreațca        | 450       | 11,8%   |
| Jacota         | 182       | 4,8%    |
| Merești        | 290       | 7,6%    |
| Osoi           | 377       | 9,9%    |
| Valea Glodului | 989       | 26,1%   |
| Vulturești     | 21        | 0,5%    |
| Total          | 3782      | 100     |

## Demografie
Componența etnică a comunei Vulturești
     Români (93,49%)
     Alte etnii (0,67%)
     Necunoscută (5,84%)
Componența confesională a comunei Vulturești
     Ortodocși (92,02%)
     Penticostali (1,53%)
     Alte religii (0,44%)
     Necunoscută (6,02%)
Conform recensământului efectuat în 2021, populația comunei Vulturești se ridică la 3.408 locuitori, în creștere față de recensământul anterior din 2011, când fuseseră înregistrați 3.395 de locuitori. Majoritatea locuitorilor sunt români (93,49%), iar pentru 5,84% nu se cunoaște apartenența etnică. Din punct de vedere confesional, majoritatea locuitorilor sunt ortodocși (92,02%), cu o minoritate de penticostali (1,53%), iar pentru 6,02% nu se cunoaște apartenența confesională.

## Politică și administrație
Comuna Vulturești este administrată de un primar și un consiliu local compus din 13 consilieri. Primarul, Cornel Salamaha[*], de la Partidul Social Democrat, este în funcție din 2016. Începând cu alegerile locale din 2024, consiliul local are următoarea componență pe partide politice:
|  | Partid                          | Consilieri | Componența Consiliului | Componența Consiliului | Componența Consiliului | Componența Consiliului | Componența Consiliului | Componența Consiliului | Componența Consiliului |
|  | ------------------------------- | ---------- | ---------------------- | ---------------------- | ---------------------- | ---------------------- | ---------------------- | ---------------------- | ---------------------- |
|  | Partidul Social Democrat        | 7          |                        |                        |                        |                        |                        |                        |                        |
|  | Partidul Național Liberal       | 4          |                        |                        |                        |                        |                        |                        |                        |
|  | Alianța pentru Unirea Românilor | 2          |                        |                        |                        |                        |                        |                        |                        |